# Michele Parrinello
Michele Parrinello (ur. 7 września 1945 w Mesynie) – włoski fizyk. Profesor Politechniki Federalnej w Zurychu.
Zajmuje się dynamiką molekularną i chemią obliczeniową. Jest współautorem metody Cara-Parinella - stosowanej w dynamice molekularnej i przez to implikowanej w chemii obliczeniowej metody wykorzystującej teorię funkcjonału gęstości i zjawiska mechaniki kwantowej do symulacji zachowania molekuł. Metoda ta jest rozszerzeniem mechaniki Langrange'a. Metoda ma realistycznie odtwarzać złożone zjawiska fizyczne i chemiczne, umożliwiać opracowywanie bardziej wydajnych procesów chemicznych i symulowanie właściwości trudnych do zbadania materiałów.
Nagrodzony Medalem Diraca (ICTP) w 2009 roku. W 2024 roku jego wskaźnik Hirscha wynosił 164.